# Neohela pacifica
Neohela pacifica är en kräftdjursart som beskrevs av Gurjanova 1953. Neohela pacifica ingår i släktet Neohela och familjen Aoridae. Inga underarter finns listade i Catalogue of Life.